# Misterioasa flacără a reginei Loana
Misterioasa flacără a reginei Loana (La Misteriosa Fiamma della Regina Loana) este un roman al scriitorului italian Umberto Eco, apărut în 2004. Titlul este „împrumutat” din traducerea în italiană a unui episod din banda desenată americană Tim Tyler's Luck.